# Plebicula golgus
Plebicula golgus is een vlinder uit de familie van de Lycaenidae. De wetenschappelijke naam van de soort is voor het eerst geldig gepubliceerd in 1803 door Hübner.